# Michael Gilbert
Michael Francis Gilbert sau Michael Gilbert (n. 17 iulie 1912, Lincolnshire, Anglia, Regatul Unit al Marii Britanii și Irlandei – d. 8 februarie 2006, Kent, Anglia, Regatul Unit) a fost un scriitor de thriller din Regatul Unit. 